# Autopsy (film, 2008)
Pour les articles homonymes, voir Autopsy.
Autopsy est un film d'horreur américain d'Adam Gierasch sorti en 2008.

## Synopsis
Une bande de jeunes percute un homme sur le chemin du retour à la suite d'une soirée un peu trop arrosée. Ayant à peine eu le temps de s'en remettre, une ambulance arrive sur les lieux et transporte tout ce monde dans un hôpital miteux. C’est là que va commencer leur descente aux enfers...

## Fiche technique
- Titre : Autopsy
- Réalisation : Adam Gierasch
- Scénario : Adam Gierasch, Jace Anderson, Evan Katz
- Photographie : Anthony B. Richmond
- Budget : 15 000 Euro
- Genre : Epouvante-horreur, Science-fiction
- Année de production : 2008
- Durée : 84 minutes

Film interdit aux moins de 16 ans

## Distribution
- Robert Patrick : Dr. David Benway
- Michael Bowen : Travis
- Jenette Goldstein : Nurse Marian
- Robert Lasardo : Scott
- Jessica Lowndes : Emily
- Ross McCall|| Jude
- Ashley Schneider : Clare
- Ross Kohn : Bobby
- Arcadiy Golubovich : Dmitriy
- Elijah Hardy : Gregory
- Tatyana Kanavka : Gretchen
- Eric F. Adams : Officier Jacobs
- Janine Venable : Lisette

## Lieux de tournage
Hollywood, Los Angeles, Californie, Jackson, Louisiane, La Nouvelle-Orléans.

## Réception critique
Le film a reçu des commentaires favorables, et a même été nommé dans le festival des films d'horreur "Eight Films to Die For". Le film a été salué car il n'a pas eu recours à CGI - l'imagerie générée par ordinateur - pour réaliser ses effets spéciaux.